# Найт, Брэндон (баскетболист)
Брэндон Эммануэль Найт (англ. Brandon Emmanuel Knight ; родился 2 декабря 1991, Майами, Флорида, США) — американский профессиональный баскетболист, выступающий за греческий клуб АЕК. Играет на позиции разыгрывающего защитника.

## Студенческая карьера
Брэндон Найт окончил частную школу Pine Crest School в городе Форт-Лодердейл в штате Флорида. Затем поступил в Университет Кентукки, где играл один сезон за баскетбольную команду.
В сезоне 2010/2011 он сыграл 38 матчей. В них Брэндон Найт проводил в среднем на площадке 35,9 минуты, набирал в среднем 17,3 очков, делал в среднем 4,0 подбора, а также в среднем 0,7 перехвата и 0,2 блок-шота, допускал 3,2 потери, отдавал в среднем 4,2 передач.

## Профессиональная карьера
Брэндон Найт был выбран под восьмым номером на драфте НБА 2011 года «Детройт Пистонс».

### Милуоки Бакс (2013—2015)
31 июля 2013 года Найт был обменян вместе с Крисом Миддлтоном и Вячеславом Кравцовым в «Милуоки Бакс» на Брэндона Дженнингса. Первый сезон Найта в «Милуоки» начался с травмы подколенного сухожилия, полученной в дебюте сезона 30 октября, в результате чего он провел всего две минуты и пропустил восемь из следующих 10 игр. 31 декабря Найт набрал максимальные за карьеру 37 очков в победе над «Лос-Анджелес Лейкерс». Он провел самый результативный сезон за три года своей карьеры, став лишь вторым игроком в 46-летней истории франшизы, ставшим первым по количеству набранных очков (1 291 очко) и передач (352) в свой дебютный сезон в команде.

### Финикс Санз (2015—2018)
19 февраля 2015 года Найт был обменян вместе с Кендаллом Маршаллом в «Финикс Санз» в рамках трехсторонней сделки с участием «Филадельфии Севенти Сиксерс». Он пропустил март из-за травмы левой лодыжки, а затем пропустил концовку сезона из-за ушиба левой пяточной кости, потребовавшего хирургического вмешательства.
17 июля 2015 года Найт переподписал контракт с «Санз» на пять лет и 70 миллионов долларов. 12 ноября он набрал 37 очков в победе над «Лос-Анджелес Клипперс». Четыре дня спустя Найт сделал свой первый в карьере трипл-дабл, набрав 30 очков, 10 подборов и 15 передач в победе над «Лос-Анджелес Лейкерс». Найт стал четвёртым игроком с тех пор, как перехваты стали учитываться в официальной статистике матча в сезоне 1973-74 годов, который записал трипл-дабл, набрав не менее 30 очков, 15 передач, 10 подборов и четыре перехвата, помимо Пита Маравича, Мэджика Джонсона и Рассела Уэстбрука, а также вторым игроком после Мэджика Джонсона, оформившим такой результат в возрасте 23 лет и моложе.
В сезоне 2016-17 Найт выходил со скамейки запасных в первой половине сезона, а затем не принимал участие в матчах, несмотря на то, что был здоров во второй половине сезона. Он пропустил весь сезон 2017-18 после разрыва передней крестообразной связки в левом колене в июле 2017 года, что потребовало хирургического вмешательства.

### Хьюстон Рокетс (2018—2019)
31 августа 2018 года Найт был обменян вместе с Маркесом Криссом в «Хьюстон Рокетс» на Райана Андерсона и Де’Энтони Мелтона. Несмотря на то, что Найт рассчитывал реабилитировать свою карьеру в 2018-19 годах, в результате инфекции, полученной после операции на левом колене, он пропустил тренировочный лагерь и предсезонные игры. 30 ноября он был направлен клубом в «Рио-Гранде Вэллей Вайперс» из Джи-Лиги НБА
для восстановления игровых кондиций. Он сыграл за «Вайперс», набрав 16 очков и сделав пять передач за 22 минуты против «Солт-Лейк-Сити Старз», а 1 декабря был возвращен «Рокетс». 13 декабря он дебютировал за «Рокетс», сделав одну передачу и один подбор за четыре минуты в матче против «Лос-Анджелес Лейкерс», что стало его первой игрой с 15 февраля 2017 года. Он сыграл 12 игр за «Рокетс», в последний раз выйдя на площадку 11 января против «Кливленд Кавальерс». В январе он был выбыл из состава из-за болей в левом колене.

### Кливленд Кавальерс (2019—2020)
7 февраля 2019 года Найт был приобретен «Кливленд Кавальерс» в ходе трехсторонней сделки с участием «Рокетс» и «Сакраменто Кингз». Через два дня он дебютировал за «Кавальерс», набрав девять очков за чуть менее 12 минут со скамейки запасных в матче с «Индиана Пэйсерс».

### Возвращение в Детройт (2020)
6 февраля 2020 года «Кливленд Кавальерс» обменяли Найта и Джона Хенсона, а также выбор второго раунда драфта 2023 года в «Детройт Пистонс» на Андре Драммонда.

### Даллас Маверикс / Су-Фолс Скайфорс (2021—2022)
В марте 2021 года Найт тренировался с «Милуоки Бакс», своей бывшей командой. В конечном итоге «Бакс» не подписали с ним контракт. 3 августа 2021 года Найт присоединился к «Бруклин Нетс» для участия в Летней лиге НБА 2021 года. 16 октября он подписал контракт с «Нью-Йорк Никс», но в тот же день был отзаявлен клубом.
23 октября 2021 года Найт был выбран командой «Су-Фолс Скайфорс» под шестым общим номером на драфте Джи-Лиги НБА 2021 года. В 11 играх он набирал в среднем 21,3 очка, 5,5 передачи и 4,6 подбора за 38 минут.
23 декабря 2021 года Найт подписал 10-дневный контракт с «Даллас Маверикс», 29 марта он подписал второй 10-дневный контракт с «Маверикс».

### Пиратас де Кебрадильяс (2023—2024)
14 марта 2023 года Найт подписал контракт с «Пиратас де Кебрадильяс» из высшего дивизиона чемпионата Пуэрто-Рико.

## Статистика

### Статистика в НБА
| Сезон                                                                                    | Команда  | Регулярный сезон | Регулярный сезон | Регулярный сезон | Регулярный сезон | Регулярный сезон | Регулярный сезон | Регулярный сезон | Регулярный сезон | Регулярный сезон | Регулярный сезон | Регулярный сезон | Серия плей-офф | Серия плей-офф | Серия плей-офф | Серия плей-офф | Серия плей-офф | Серия плей-офф | Серия плей-офф | Серия плей-офф | Серия плей-офф | Серия плей-офф | Серия плей-офф |
| Сезон                                                                                    | Команда  | GP               | GS               | MPG              | FG%              | 3P%              | FT%              | RPG              | APG              | SPG              | BPG              | PPG              | GP             | GS             | MPG            | FG%            | 3P%            | FT%            | RPG            | APG            | SPG            | BPG            | PPG            |
| ---------------------------------------------------------------------------------------- | -------- | ---------------- | ---------------- | ---------------- | ---------------- | ---------------- | ---------------- | ---------------- | ---------------- | ---------------- | ---------------- | ---------------- | -------------- | -------------- | -------------- | -------------- | -------------- | -------------- | -------------- | -------------- | -------------- | -------------- | -------------- |
| 2011/12                                                                                  | Детройт  | 66               | 60               | 32,3             | 41,5             | 38,0             | 75,9             | 3,2              | 3,8              | 0,7              | 0,2              | 12,8             | Не участвовал  | Не участвовал  | Не участвовал  | Не участвовал  | Не участвовал  | Не участвовал  | Не участвовал  | Не участвовал  | Не участвовал  | Не участвовал  | Не участвовал  |
| 2012/13                                                                                  | Детройт  | 75               | 75               | 31,5             | 40,7             | 36,7             | 73,3             | 3,3              | 4,0              | 0,8              | 0,1              | 13,3             | Не участвовал  | Не участвовал  | Не участвовал  | Не участвовал  | Не участвовал  | Не участвовал  | Не участвовал  | Не участвовал  | Не участвовал  | Не участвовал  | Не участвовал  |
| 2013/14                                                                                  | Милуоки  | 72               | 69               | 33,3             | 42,2             | 32,5             | 80,2             | 3,5              | 4,9              | 1,0              | 0,2              | 17,9             | Не участвовал  | Не участвовал  | Не участвовал  | Не участвовал  | Не участвовал  | Не участвовал  | Не участвовал  | Не участвовал  | Не участвовал  | Не участвовал  | Не участвовал  |
| 2014/15                                                                                  | Милуоки  | 52               | 52               | 32,5             | 43,5             | 40,9             | 88,1             | 4,3              | 5,4              | 1,6              | 0,2              | 17,8             | Не участвовал  | Не участвовал  | Не участвовал  | Не участвовал  | Не участвовал  | Не участвовал  | Не участвовал  | Не участвовал  | Не участвовал  | Не участвовал  | Не участвовал  |
| 2014/15                                                                                  | Финикс   | 11               | 9                | 31,6             | 35,7             | 31,3             | 82,8             | 2,1              | 4,5              | 0,5              | 0,1              | 13,4             | Не участвовал  | Не участвовал  | Не участвовал  | Не участвовал  | Не участвовал  | Не участвовал  | Не участвовал  | Не участвовал  | Не участвовал  | Не участвовал  | Не участвовал  |
| 2015/16                                                                                  | Финикс   | 52               | 50               | 36,0             | 41,5             | 34,2             | 85,2             | 3,9              | 5,1              | 1,2              | 0,4              | 19,6             | Не участвовал  | Не участвовал  | Не участвовал  | Не участвовал  | Не участвовал  | Не участвовал  | Не участвовал  | Не участвовал  | Не участвовал  | Не участвовал  | Не участвовал  |
| 2016/17                                                                                  | Финикс   | 54               | 5                | 21,1             | 39,8             | 32,4             | 85,7             | 2,2              | 2,4              | 0,5              | 0,1              | 11,0             | Не участвовал  | Не участвовал  | Не участвовал  | Не участвовал  | Не участвовал  | Не участвовал  | Не участвовал  | Не участвовал  | Не участвовал  | Не участвовал  | Не участвовал  |
| 2018/19                                                                                  | Хьюстон  | 12               | 0                | 9,8              | 23,4             | 15,6             | 81,8             | 0,8              | 0,8              | 0,2              | 0,0              | 3,0              | Не участвовал  | Не участвовал  | Не участвовал  | Не участвовал  | Не участвовал  | Не участвовал  | Не участвовал  | Не участвовал  | Не участвовал  | Не участвовал  | Не участвовал  |
| 2018/19                                                                                  | Кливленд | 27               | 26               | 22,9             | 41,3             | 37,1             | 78,3             | 1,9              | 2,3              | 0,7              | 0,1              | 8,5              | Не участвовал  | Не участвовал  | Не участвовал  | Не участвовал  | Не участвовал  | Не участвовал  | Не участвовал  | Не участвовал  | Не участвовал  | Не участвовал  | Не участвовал  |
| 2019/20                                                                                  | Кливленд | 16               | 0                | 15,1             | 32,6             | 29,7             | 30,8             | 1,3              | 1,9              | 0,3              | 0,1              | 4,9              | Не участвовал  | Не участвовал  | Не участвовал  | Не участвовал  | Не участвовал  | Не участвовал  | Не участвовал  | Не участвовал  | Не участвовал  | Не участвовал  | Не участвовал  |
| 2019/20                                                                                  | Детройт  | 9                | 3                | 24,6             | 38,3             | 38,8             | 76,2             | 2,3              | 4,2              | 0,6              | 0,1              | 11,6             | Не участвовал  | Не участвовал  | Не участвовал  | Не участвовал  | Не участвовал  | Не участвовал  | Не участвовал  | Не участвовал  | Не участвовал  | Не участвовал  | Не участвовал  |
| 2021/22                                                                                  | Даллас   | 5                | 0                | 12,9             | 40,0             | 23,5             | 100,0            | 1,6              | 1,6              | 0,2              | 0,0              | 6,4              | Не участвовал  | Не участвовал  | Не участвовал  | Не участвовал  | Не участвовал  | Не участвовал  | Не участвовал  | Не участвовал  | Не участвовал  | Не участвовал  | Не участвовал  |
|                                                                                          | Всего    | 451              | 349              | 29,3             | 41,1             | 35,2             | 80,7             | 3,1              | 3,9              | 0,9              | 0,2              | 14,0             | Не участвовал  | Не участвовал  | Не участвовал  | Не участвовал  | Не участвовал  | Не участвовал  | Не участвовал  | Не участвовал  | Не участвовал  | Не участвовал  | Не участвовал  |
| Наведите курсор мыши на аббревиатуры в заголовке таблицы, чтобы прочесть их расшифровку. |          |                  |                  |                  |                  |                  |                  |                  |                  |                  |                  |                  |                |                |                |                |                |                |                |                |                |                |                |

### Статистика в Джи-Лиге
| Сезон                                                                                    | Команда                   | Регулярный сезон | Регулярный сезон | Регулярный сезон | Регулярный сезон | Регулярный сезон | Регулярный сезон | Регулярный сезон | Регулярный сезон | Регулярный сезон | Регулярный сезон | Регулярный сезон | Серия плей-офф | Серия плей-офф | Серия плей-офф | Серия плей-офф | Серия плей-офф | Серия плей-офф | Серия плей-офф | Серия плей-офф | Серия плей-офф | Серия плей-офф | Серия плей-офф |
| Сезон                                                                                    | Команда                   | GP               | GS               | MPG              | FG%              | 3P%              | FT%              | RPG              | APG              | SPG              | BPG              | PPG              | GP             | GS             | MPG            | FG%            | 3P%            | FT%            | RPG            | APG            | SPG            | BPG            | PPG            |
| ---------------------------------------------------------------------------------------- | ------------------------- | ---------------- | ---------------- | ---------------- | ---------------- | ---------------- | ---------------- | ---------------- | ---------------- | ---------------- | ---------------- | ---------------- | -------------- | -------------- | -------------- | -------------- | -------------- | -------------- | -------------- | -------------- | -------------- | -------------- | -------------- |
| 2018/19                                                                                  | Рио-Гранде Вэллей Вайперс | 2                | 2                | 22,9             | 42,3             | 38,9             | 100,0            | 1,0              | 4,0              | 0,5              | 0,0              | 15,0             | Не участвовал  | Не участвовал  | Не участвовал  | Не участвовал  | Не участвовал  | Не участвовал  | Не участвовал  | Не участвовал  | Не участвовал  | Не участвовал  | Не участвовал  |
| 2021/22                                                                                  | Су-Фолс Скайфорс          | 22               | 16               | 32,0             | 39,4             | 34,2             | 73,1             | 3,9              | 4,7              | 1,3              | 0,1              | 17,6             | Не участвовал  | Не участвовал  | Не участвовал  | Не участвовал  | Не участвовал  | Не участвовал  | Не участвовал  | Не участвовал  | Не участвовал  | Не участвовал  | Не участвовал  |
|                                                                                          | Всего                     | 24               | 18               | 31,2             | 39,6             | 34,6             | 73,6             | 3,7              | 4,7              | 1,2              | 0,1              | 17,4             | Не участвовал  | Не участвовал  | Не участвовал  | Не участвовал  | Не участвовал  | Не участвовал  | Не участвовал  | Не участвовал  | Не участвовал  | Не участвовал  | Не участвовал  |
| Наведите курсор мыши на аббревиатуры в заголовке таблицы, чтобы прочесть их расшифровку. |                           |                  |                  |                  |                  |                  |                  |                  |                  |                  |                  |                  |                |                |                |                |                |                |                |                |                |                |                |

### Статистика в NCAA
| Сезон | Команда  | Conf  | Class | GP | GS | MPG  | FG%  | 3P%  | FT%  | RPG | APG | SPG | BPG | PPG  |
| --- | -------- | ----- | ----- | -- | -- | ---- | ---- | ---- | ---- | --- | --- | --- | --- | ---- |
| 2010/11 | Кентукки | SEC   | FR    | 38 | 38 | 35,9 | 42,3 | 37,7 | 79,5 | 4,0 | 4,2 | 0,7 | 0,2 | 17,3 |
| Всего | Всего    | Всего | Всего | 38 | 38 | 35,9 | 42,3 | 37,7 | 79,5 | 4,0 | 4,2 | 0,7 | 0,2 | 17,3 |
| Наведите курсор мыши на аббревиатуры в заголовке таблицы, чтобы прочесть их расшифровку Статистика приведена с сайта sports-reference.com |          |       |       |    |    |      |      |      |      |     |     |     |     |      |

### Статистика в других лигах
| Сезон | Команда                | Лига                  | GP | GS | MPG  | FG%  | 3P%  | FT%  | RPG | APG | SPG | BPG | PFL | TOV | PPG  |
| --- | ---------------------- | --------------------- | -- | -- | ---- | ---- | ---- | ---- | --- | --- | --- | --- | --- | --- | ---- |
| 2022/23 | Пиратас де Кебрадильяс | Чемпионат Пуэрто-Рико | 36 | 36 | 33,3 | 45,5 | 38,1 | 83,8 | 4,4 | 5,0 | 1,3 | 0,1 | 2,2 | 2,9 | 23,3 |
| 2023/24 | Все клубы              | Все лиги              | 17 | 10 | 19,7 | 39,1 | 26,4 | 80,4 | 1,8 | 3,1 | 0,5 | 0,0 | 2,4 | 2,4 | 8,8  |
| 2023/24 | АЕК (Афины)            | Чемпионат Греции      | 11 | 8  | 19,7 | 40,8 | 29,7 | 80,0 | 1,9 | 3,1 | 0,5 | 0,0 | 2,4 | 2,2 | 9,2  |
| 2023/24 | АЕК (Афины)            | Лига чемпионов ФИБА   | 6  | 2  | 19,6 | 35,9 | 18,8 | 81,0 | 1,7 | 3,2 | 0,7 | 0,0 | 2,3 | 2,7 | 8,0  |
| Всего | Всего                  | Всего                 | 53 | 46 | 28,9 | 44,4 | 36,4 | 83,2 | 3,6 | 4,4 | 1,0 | 0,1 | 2,2 | 2,7 | 18,7 |
| Наведите курсор мыши на аббревиатуры в заголовке таблицы, чтобы прочесть их расшифровку Статистика приведена с сайта basketball.realgm.com |                        |                       |    |    |      |      |      |      |     |     |     |     |     |     |      |